# Biberegg-Roggenburg
Biberegg-Roggenburg ist ein in den Quellen kaum fassbares Adelsgeschlecht aus dem 12. Jahrhundert.
Der Stammsitz lag wohl nahe dem heutigen Kloster Roggenburg im Landkreis Neu-Ulm.
Vertreter dieses Hauses waren Siegfried sowie Berthold von Biberegg-Roggenburg wie auch der zum Bischof von Chur geweihte Konrad von Biberegg. Die Erbmasse ging auf das von ihnen gegründete Kloster Roggenburg und an die Herren von Neuffen über.